# Moa Martinson
Moa Martinson, née le 2 novembre 1890 à Vårdnäs et morte le 4 août 1964 à Sorunda, est une femme de lettres suédoise. 
Elle est l'une des figures prééminentes de la littérature prolétarienne, mouvement qui connait son essor dans la Suède des années 1920 et 1930. Son œuvre s'inscrit aussi dans le courant féministe du XXe siècle.

## Nom
Moa Martinson est née Helga Maria Swartz. « Moa » est un nom de plume qu'elle commence à utiliser vers 1927, tandis que « Martinson » est le nom de son second mari, le prix Nobel de littérature Harry Martinson, qu'elle épouse en 1929. 

## Jeunesse
Moa est née à Vårdnäs, près de Linköping, en Suède. Sa mère Kristina Swartz est une servante célibataire de 19 ans, qui est contrainte de laisser la garde de sa fille à ses parents. Selon un article paru en mai 2010, le père de Moa était un ouvrier du nom d'Anders Teodor Andersson Lundin, né en 1863.
Après quelques années, la mère de Moa se rend à Norrköping, où elle trouve un emploi à l'usine. En 1895, elle se marie avec un ouvrier du nom d'Alfred Karlsson, et est dès lors en mesure de reprendre la garde de sa fille. Le beau-père de Moa travaille dans diverses fermes et au port. Comme beaucoup d'ouvriers, il boit souvent sa solde, et la petite famille est amenée à déménager fréquemment.
Pendant l'été 1906, Moa travaille à l'exposition artistique et industrielle de Norrköping, une expérience qu'elle relatera dans son livre Kungens Rosor (litt. Les Roses du Roi). En automne de la même année, elle trouve une place d'apprentie dans un restaurant de Stockholm. Elle entame ainsi une carrière dans la restauration qui l'amène à voyager à travers la Suède.

## Premier mariage

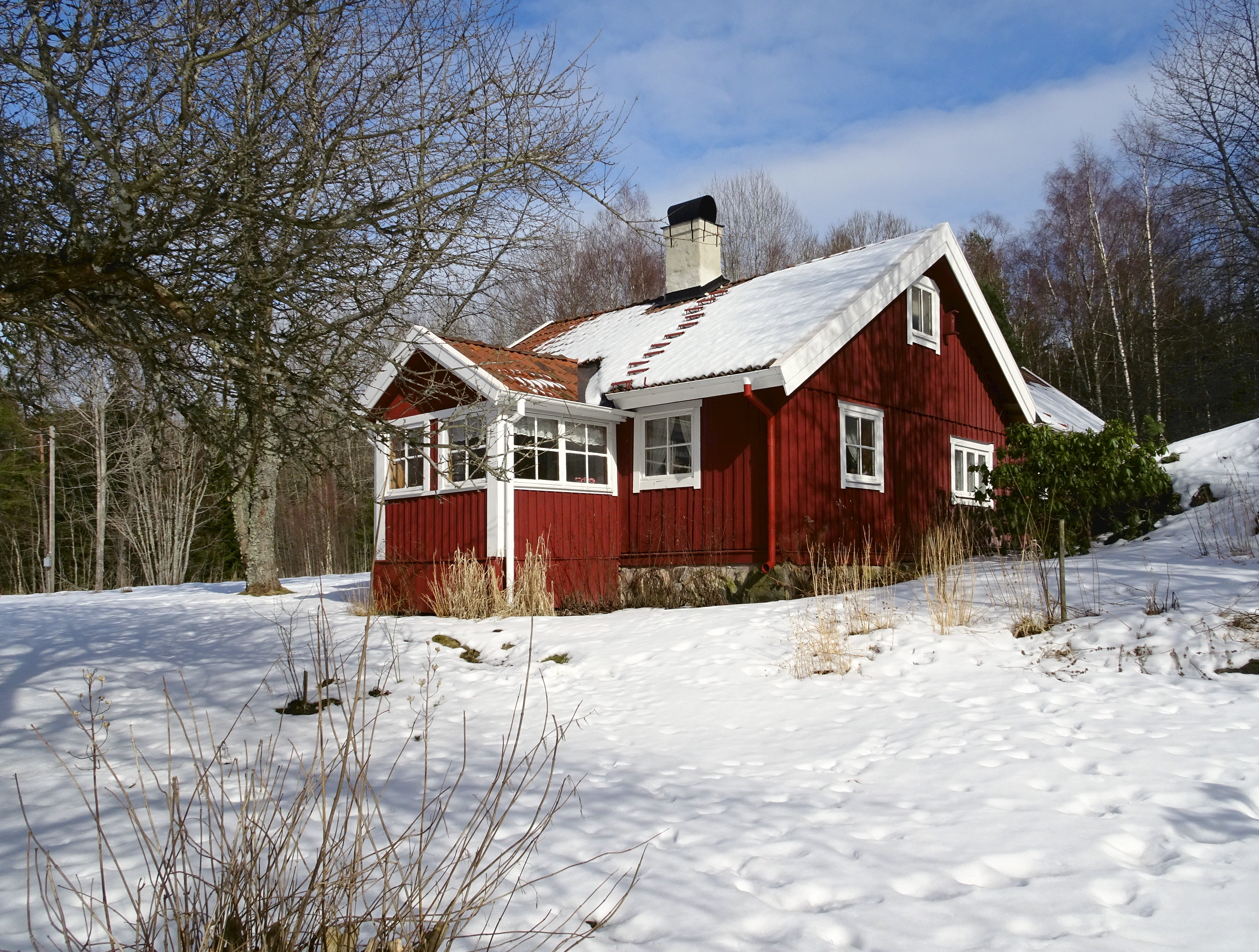
Le manoir "Johannesdal" de Moa Martinsons dans la paroisse de Sorunda.

Moa habite chez ses parents à Ösmo lorsqu'elle fait la connaissance de Karl Johan Leonard Johansson, ouvrier et homme à tout faire. Elle tombe enceinte à l'âge de 19 ans. Après la naissance de son premier fils Olof, elle s'installe dans une maison appelée Johannesdal près d'Ösmo. En l'espace de 5 ans, elle met au monde quatre autres fils : Tore (1911), Erik (1913), Manfred (1914) et Knut (1916). Tous ces enfants naissent hors mariage, et ce n'est qu'en 1922 que Moa et Karl se marient. Karl dépense souvent son salaire en boisson, et pour nourrir sa famille, Moa est amenée à cultiver des lopins de terre, à pêcher et à poser des pièges.

## Engagement politique

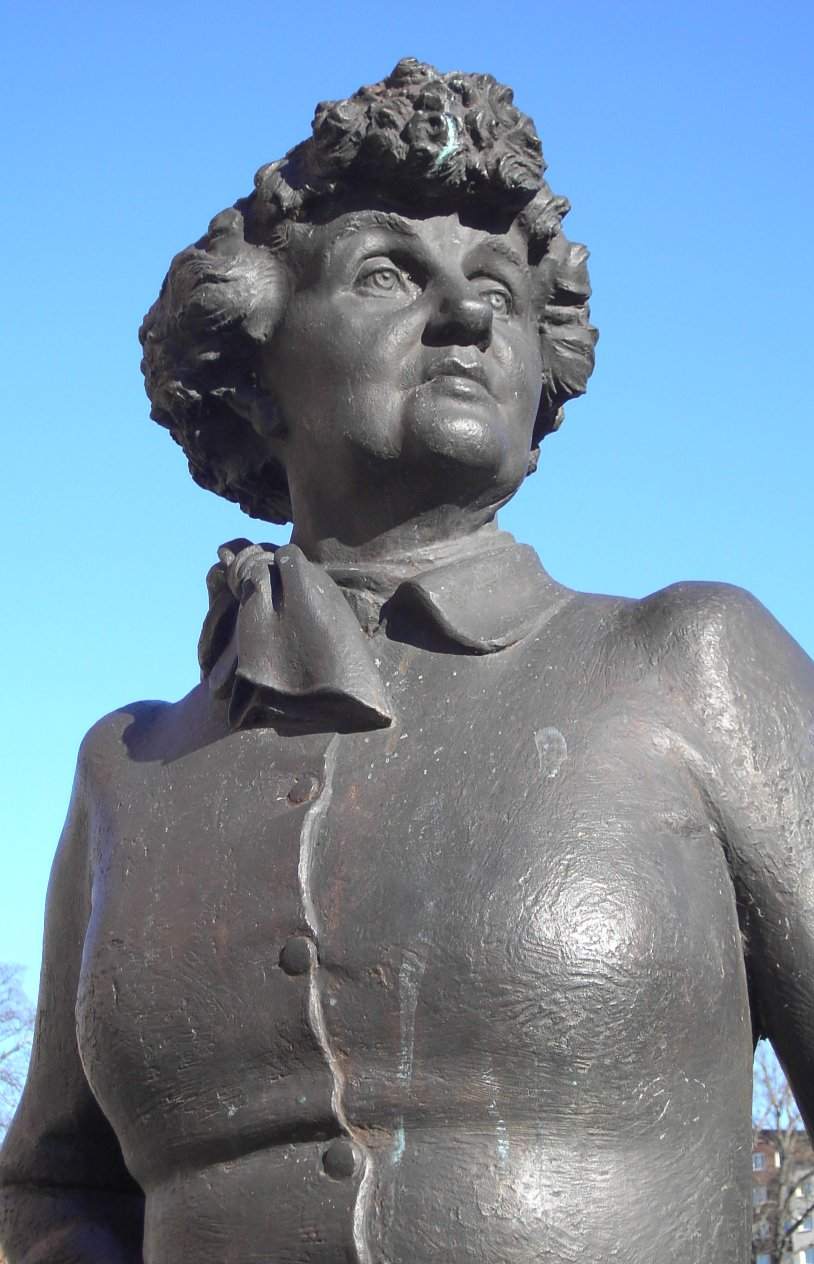
Une statue de Moa Martinson sur la place Grytstorget à Norrköping.

Moa commence à écrire dès l'âge de 12 ans. Elle s'intéresse vivement à la politique, et en 1922 un de ses textes est publié pour la première fois dans les colonnes du journal Arbetaren (litt. L'Ouvrier). Elle signe alors « H.J. », pour Helga Johansson. À cette occasion, elle fait la connaissance d'Elise Ottesen-Jensen, qui l'encourage à écrire un roman. C'est pendant l'écriture de ce premier livre que les deux plus jeunes fils de Moa, Manfred et Knut, se noient un jour d'avril 1925, en passant au travers d'une surface d'eau gelée.
L'engagement politique de Moa aboutit à son entrée au conseil municipal de Sorunda en 1924. Elle accueille aussi des rencontres syndicales à son domicile. En 1927, elle entame une série d'articles sur la condition des femmes ouvrières dans Tidevarvet (litt. L'Époque), le journal des féministes libérales, où Elin Wägner est rédactrice. C'est alors qu'elle commence à utiliser le nom de plume de « Moa ». L'année suivante, en janvier 1928, son mari se donne la mort avec de la dynamite.
En 1934, Moa participe à Moscou au premier congrès de l'union des écrivains soviétiques.

## Carrière d'écrivain
Avec l'aide d'Elin Wägner, Moa s'inscrit à un cours de dactylographie et écrit son premier roman Kvinnor och äppelträd (litt. Femmes et Pommiers). Elle envoie le manuscrit à de nombreux éditeurs, mais essuie de multiples rejets jusqu'en 1933. Ce premier roman crée alors la sensation du fait de son langage réaliste et de sa liberté de ton en matière sexuelle. Il décrit la jeunesse misérable de Sally et Ellen, dans les quartiers ouvriers de Norrköping, racontée d'un point de vue féminin. Une suite, Sallys söner (litt. Les fils de Sally), qui parait en 1934, aborde l'histoire des journaliers agricoles.
L'œuvre la plus célèbre de Moa est sa trilogie autobiographique centrée sur le personnage de Mia : Mor gifter sig (litt. Mère se marie), Kyrkbröllop (litt. Mariage à l'église) et Kungens rosor (litt. Les Roses du Roi). Cette trilogie reprend en partie un feuilleton intitulé Pigmamma (litt. Maman la servante) publié dans les années 1928 et 1929 dans le périodique Brand (litt. Incendie). Elle y raconte de façon dépassionnée sa vie à Norrköping au tournant du siècle. Son style est spontané et polyvalent, et ses livres sont empreints d'humour et de pathos social. Une thématique récurrente y est l'amitié entre femmes. Parmi ses œuvres suivantes, on remarque deux romans historiques sur la vie des travailleurs agricoles de l'Östergötland Vägen under stjärnorna (litt. La route sous les étoiles) et Brandliljor (litt. Lis orangé). La série des Betty (quatre romans) est quant à elle basée sur sa propre expérience de mère et sur ses combats pour subvenir aux besoins de sa famille.

## Second mariage

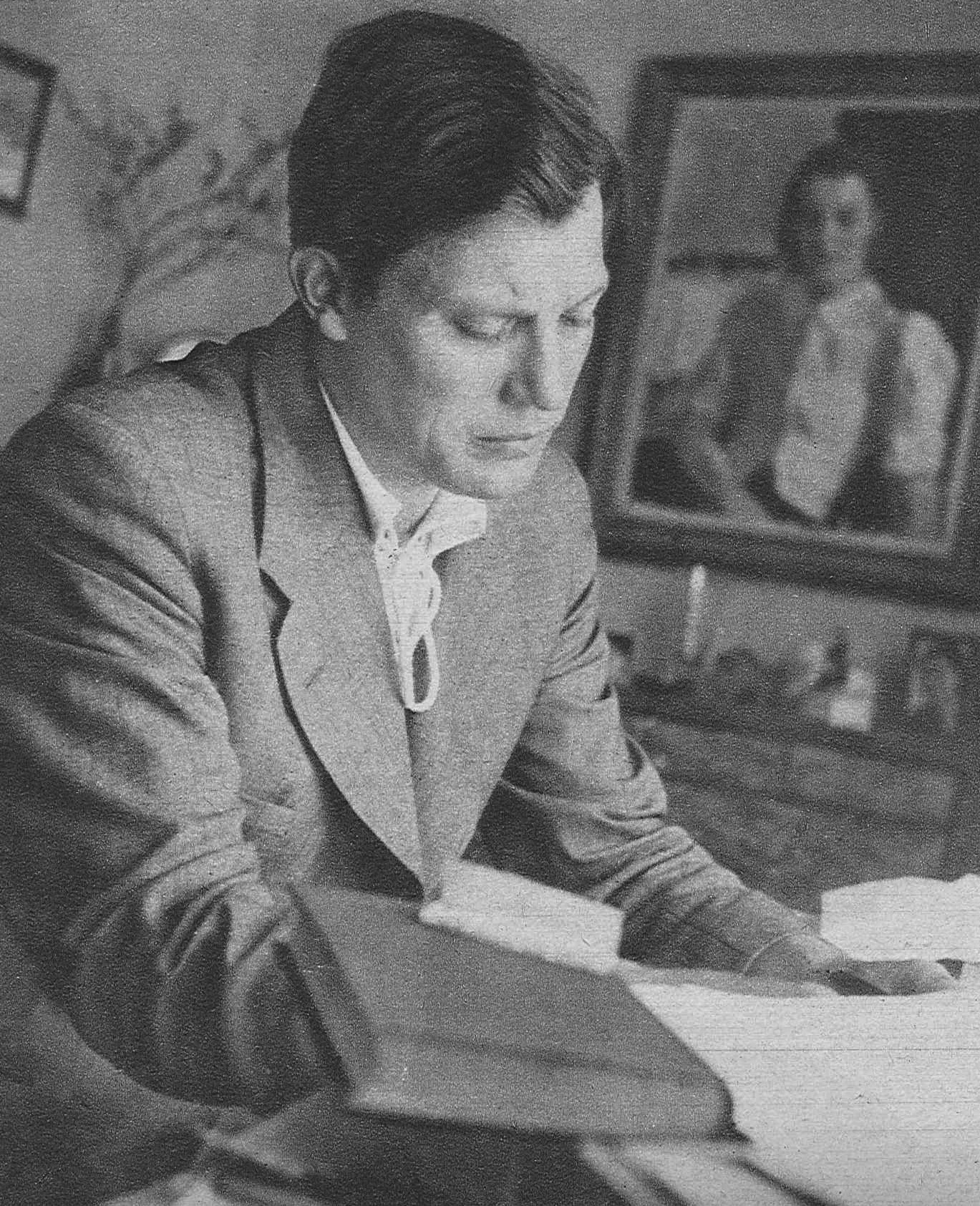
Harry Martinson (1904-1978), auteur et poète suédois ; lauréat du Prix Nobel de littérature en 1974.

Le 3 octobre 1929, Moa se marie au civil avec le poète Harry Martinson, qu'elle a rencontré l'année précédente. Les deux époux s'installent dans la maison de Moa à Sorunda. Le mariage est tout d'abord heureux, mais Harry se révèle infidèle, ce qui entraine leur séparation. En 1939, il quitte le domicile conjugal pour rejoindre l'armée suédoise. Pendant l'hiver 1940, il fait parvenir à Moa une demande en divorce, et le mariage est rompu en 1941. Ivar Lo-Johansson, qui est un bon ami du couple, relate leur mariage dans un livre, Tröskeln (litt. Le Seuil).

## Johannesdal
En 1910, alors qu'elle a 19 ans et est enceinte de son premier fils, Moa s'installe dans une maison appelée Johannesdal à Sorunda, au sud de Stockholm. C'est là qu'elle passera le reste de sa vie. Dans les années 1930, lorsque Harry Martinson l'y rejoint et se consacre lui aussi à l'écriture, la maison devient un lieu de rencontre pour les jeunes écrivains de l'époque. Cette maison est encore aujourd'hui dans l'état ou Moa l'a laissée à sa mort en 1964.
Moa Martinson repose au cimetière de Sorunda.

## Œuvres
Les œuvres de Moa Martinson (sauf une) n'ont pas été traduites en français, mais ont été traduites dans d'autres langues. Son livre le plus célèbre, Mor gifter sig, est par exemple disponible en anglais sous le titre My Mother Gets Married. Kvinnor och äppelträd = Femmes et pommiers a été publié en 2017 par Gingko (Paris), trad. Lise Froger-Olsson.
| Année   | Titre original         | Divers                 |
| ------- | ---------------------- | ---------------------- |
| 1928-29 | Pigmamma               | feuilleton             |
| 1933    | Kvinnor och äppelträd  | roman                  |
| 1934    | Sallys söner           | roman                  |
| 1935    | Rågvakt                | roman                  |
| 1936    | Mor gifter sig         | roman, série des Mia   |
| 1937    | Drottning Grågyllen    | roman historique       |
| 1937    | Motsols                | recueil de poèmes      |
| 1938    | Kyrkbröllop            | roman, série des Mia   |
| 1939    | Kungens rosor          | roman, série des Mia   |
| 1940    | Vägen under stjärnorna | roman historique       |
| 1941    | Brandliljor            | roman historique       |
| 1942    | Armén vid horisonten   | essais et nouvelles    |
| 1943    | Den osynlige älskaren  | roman, série des Betty |
| 1944    | Bakom svenskvallen     | mémoires               |
| 1947    | Kärlek mellan krigen   | mémoires               |
| 1949    | Livets fest            | roman historique       |
| 1950    | Jag möter en diktare   | mémoires               |
| 1952    | Du är den enda         | roman, série des Betty |
| 1956    | Kvinnorna på Kummelsjö | roman historique       |
| 1957    | Klockor vid Sidenvägen | roman, série des Betty |
| 1959    | Hemligheten            | roman, série des Betty |

### Biographies
L'œuvre de Moa Martinson est largement autobiographique.
- Livre : (sv) Kerstin Engman. Moa Martinson - Ordet och kärleken, en biografi. Hjalmarson & Högberg. 1990.  (ISBN 9189660536).
- Film : (sv) Moa de Anders Wahlgren (1986) avec Gunilla Nyroos dans le rôle-titre